# وجهات الاتحاد للطيران
وجهات الاتحاد للطيران تشمل هذه القائمة جميع الوجهات التي تخدمها طائرات شركة الاتحاد للطيران.

## أفريقيا
- مصر
  - القاهرة (ميناء القاهرة الجوي).
  - الإسكندرية (مطار برج العرب الدولي).
- إثيوبيا
  - أديس أبابا (مطار بولي الدولي). [شحن فقط]
- المغرب
  - الدار البيضاء (مطار محمد الخامس الدولي).
- نيجيريا
  - أبوجا (مطار نامدي أزكوي الدولي).
  - لاغوس (مطار مورتالا محمد الدولي).
- جنوب أفريقيا
  - جوهانسبرغ (مطار أو أر تامبو الدولي)
- السودان
  - الخرطوم (مطار الخرطوم الدولي)

## آسيا

### آسيا الوسطى
- كازخستان
  - ألماتي (مطار ألماتي الدولي)

### جنوب آسيا
- باكستان
  - إسلام أباد (مطار بينظير بوتو الدولي).
  - بيشاور (مطار بيشاور الدولي).
  - كراتشي (مطار جناح الدولي).
  - لاهور (مطار محمد إقبال الدولي).
- بنغلاديش
  - دكا (مطار ضياء الدولي).
- سريلانكا
  - كولومبو (مطار بندرانيكي الدولي)
- نيبال
  - كاثماندو (مطار تريبهوفان الدولي)
- الهند
  - بنغالور (مطار بنغلورو الدولي).
  - تشيناي (مطار تشيناي الدولي).
  - حيدر أباد (مطار حيدر أباد الدولي).
  - جيبور (مطار جيبور الدولي).
  - دلهي (مطار انديرا غاندي الدولي).
  - كلكتا (مطار نيتاجي سوبهش تشاندرا بوز الدولي).
  - كوتشي (مطار كوتشي الدولي).
  - كوزهيكود (مطار كاليكوت الدولي).
  - مومباي (مطار صحار الدولي).
  - ثيروفانانثبورام (مطار تريفاندرم الدولي).

### جنوب شرق آسيا
- إندونيسيا
  - جاكرتا (مطار سوكارنو-هاتا الدولي).
- تايلاند
  - بانكوك (مطار سوفارنابومي الدولي).
- سنغافورة
  - سنغافورة (مطار سنغافورة شانغي الدولي).
- الفلبين
  - مانيلا (مطار نينوي أكوينو الدولي).
- ماليزيا
  - كوالا لمبور (مطار كوالا لمبور الدولي).

[أبوظبي » مسقط » الدوحة » البحرين » الكويت » الرياض » الدمام » جده » بغداد » اربيل » بيروت » دمشق » عمان » طهران]

### شرق آسيا
- الصين
  - بكين (مطار بكين العاصمة الدولي).
  - شانغهاي (مطار شانغهاي بودونج الدولي). [شحن فقط]
  - شينتشين (مطار شينتشين بان الدولي). [شحن فقط]

## أوروبا
- ألمانيا
  - فرانكفورت (مطار فرانكفورت الدولي).
  - ميونخ (مطار ميونخ الدولي).
- أيرلندا
  - دبلن (مطار دبلن الدولي).
- إيطاليا
  - ميلان (مطار ملبنسا الدولي).
- بلجيكا
  - بروكسل (مطار بروكسل).
- بيلاروس
  - مينسك (مطار مينسك الدولي).
- فرنسا
  - باريس (مطار باريس شارل ديغول الدولي).
- روسيا
  - موسكو (مطار شيريميتييفو الدولي).
- سويسرا
  - جنيف (مطار جنيف كوينترن الدولي).
- المملكة المتحدة
  - لندن (مطار لندن هيثرو).
  - مانشيستر (مطار مانشيستر).

## أمريكا الشمالية
- الولايات المتحدة الأمريكية
  - نيويورك (مطار جون إف كينيدي الدولي).
- كندا
  - تورونتو (مطار تورونتو بيرسون الدولي).

## أوقيانوسيا
- أستراليا
  - بريزبان (مطار بريزبان).
  - سيدني (مطار سيدني).
  - ملبورن (مطار ملبورن).